# Gerbillus dunni
Gerbillus dunni је врста глодара из породице мишева.

## Распрострањење
Ареал врсте је ограничен на мањи број држава. Врста је присутна у Сомалији, Етиопији, Џибутију и Еритреји.

## Станиште
Станишта врсте су саване, травна вегетација и екосистеми ниских трава и шумски екосистеми.

## Угроженост
Ова врста није угрожена, и наведена је као последња брига јер има широко распрострањење.